# Rhipidia lucea
Rhipidia lucea är en tvåvingeart som beskrevs av Evgenyi Nikolayevich Savchenko 1974. Rhipidia lucea ingår i släktet Rhipidia och familjen småharkrankar.
Artens utbredningsområde är Azerbajdzjan. Inga underarter finns listade i Catalogue of Life.